# Kommunikációtan
A kommunikációtan a kommunikáció jelentésével, formáival, folyamataival, elméleteivel és meghatározó körülményeivel foglalkozik. A kommunikáció fogalmának meghatározására több kísérletet tettek. 
A kommunikáció kommunikátort és befogadót feltételez, akik üzenetet, jelentést közvetítenek egymásnak szimbólumokon, vagyis mesterséges jeleken keresztül. A kommunikáció tudatos célja, hogy hatást akarunk gyakorolni a vevőre.
A kommunikáció segíthet elhárítani egy problémát, az ilyen kommunikáció direkt jellegű. A tudatos célok közé tartozhat még a külsőnk, a rólunk alkotott képpel valamit közölni kívánunk a partnernek, ilyenek például a kulturális szignálok. A tudattalan cél sokkal gyakoribb, ekkor a feladó egy képet ad magáról, de ezt nem tudatosítja magában.

## A kommunikációs modellekről
A kommunikációs modelleket jellegükből adódóan három csoportba tudjuk besorolni: lehet telekommunikációs, tömegkommunikációs és társadalmi kommunikációs.

### Telekommunikációs modell
A Shannon & Weaver (1949) elméletet nevezzük a kommunikáció általános modelljének is. Ez a modell az információt tette meg a kommunikáció alapelvének, azt a kérdést veti fel, hogy egy adott esemény során mekkora mennyiségű információ keletkezik, és hogy ebből mennyit képes eljuttatni a forrástól a befogadóig. Az elmélet kvantitatív, vagyis az információ tartalmától eltekint. A valóságban nem létező, ideális csatornát zajmentes csatornának nevezzük: ekkor ugyanaz az információ jelenik meg a csatorna bemeneteli és kimeneteli oldalán. Előfordulhat, hogy a vevő oldalán olyan információ is megjelenik, amely nem a forrástól származik, ezt nevezzük zajnak. Ez olyan információs többlet, amely akadályozhatja a küldött információ vételét. Mikor a kimeneti oldalon megjelenő információ nem teszi egyértelművé a létrehozott információt, a redundancia segítheti. Magas zajszint esetén azért van jelen, hogy felismerhetővé tegye a generált információt. A kommunikáció egyik alapfeltétele, hogy a vevőhöz eljusson az üzenet, tehát úgy kell kódolni, hogy az később dekódolható legyen. A kódolási eljárás során egy jelkészletet egy másik jelkészletbe viszünk át.

### Tömegkommunikációs modell
A tömegkommunikáció legtöbbször önkéntes, a kultúra, az életmód és a társadalmi környezet követelményei alakítják. A klasszikus tömegkommunikáció modellje az egy forrás és azzal szemben álló sok befogadó elvére épül. A televízió megjelenésével egy olyan struktúra jött létre, amelyben számos forrás sugározta közleményeit az egyre szélesebb skálán mozgó közönségnek. A televíziós korszak az új infokommunikációs eszközök megjelenésével véget ért, a forradalmat az internet megjelenése jelentette. Ezzel egy új tömegkommunikációs hálózat jött létre. Westley és Maclean 1957-es tömegkommunikációs modellje vezette be a kommunikátor fogalmát. Számukra ő volt az a személy, aki a maga számára kedvező irányba kívánta befolyásolni a médiát. Illetve megjelenik egy szerkesztői elem a kommunikátor és a befogadó között, így eltűnik közöttük a közvetlen kapcsolat. Hiebert, Ungurait, Bohn 1974-es koncentrikus körökből álló tömegkommunikációs modellje kiemeli a médiaerősítés fogalmát. Vagyis a médiában szereplő elemek státuszt kapnak azáltal, hogy említve vannak a médiában.

### Társadalmi kommunikációs modell
Newcomb 1953-as modellje a kommunikációnak a társadalmi kapcsolatokban gyakorolt hatását vizsgálta. A kommunikátor és a befogadó nem feltétlen személy, lehet intézmény, szervezet, vagy emberek csoportja. Dance 1967-es társadalmi kommunikációs spirálmodellje jól ábrázolja a folyamat komplexitását. Azt, hogy a kommunikáció számos szinten zajlik és önmagát táplálja. Négy típusát különböztetjük meg. Az interperszonális kommunikáció túlnyomóan verbális. A közös kód valamilyen természetes nyelv, vagy azon alapuló jelrendszer. Nagyfokú az érzékenysége a kontextusra, vagyis a nyelvtől független elemek – mint például a gesztusok és a testtartás – nagy szerepet játszanak. A második a csoportkommunikáció, ekkor csökken a kommunikáció személyes jellege. A tagok közötti interakcióval és kommunikációval jön létre a csoport szerkezete. Az ilyen típusú kommunikációt kutatók legtöbbször a csoport összetételét tartják a legfontosabbnak. Azt feltételezik, hogy a tagok személyisége nagyban befolyásolja a kommunikáció sikerességét. Mennyiségi szempontból kis- és nagycsoportokat különböztethetünk meg. A harmadik típus a szervezeti kommunikáció, ez azonos csoportosulások tagja között megy végbe, például intézmények között. Háromféle információáramlás szükséges az ilyen típusú kommunikáció esetében: a szervezeti egységen belüli, a külső környezetből nyert, illetve a külvilág felé közöltek önmagáról. A negyedik a tömegkommunikáció, ezt már említettük bővebben.

## A kommunikáció funkciói
A verbális kommunikáción belül az információs funkció, hogy az információcsere folyamán tényeket és azok magyarázatait közlik egymással a résztvevők, valamint a hozzá kötődő érzéseiket. A kommunikáció során pozitív és negatív érzelmek halmozódnak fel bennünk, kifejezésüket hívjuk érzelmi funkciónak. A társalgásban résztvevők közül a feladó mindig valamilyen hatást akar gyakorolni a vevőre. Lehet ez közös vélemény kialakítása, vagy valamilyen esemény elkerülése, a lényeg, hogy érvényesítse a befogadón a saját akaratát. Ezt hívjuk motivációs funkciónak, legtöbbször meggyőzés révén válik érzékelhetővé. Az ellenőrzési funkció segítségével megtudhatjuk partnerünk indítékait és visszaigazolást kaphatunk arról, hogy a közölt információ célba ért, és megfelelően értelmezték. A nem verbális kommunikáció funkcióihoz sorolhatók az érzelemnyilvánítások, a gesztusok, a szabályozók – amelyek a közlés folyamatára vonatkoznak. Az emblémák, amelyek akkor segítenek, ha valami nehezíti a verbális közlést, és az adaptáló jelzések mutatják a kommunikációban résztvevők viszonyulása az adott szituációhoz.

## A kommunikáció színterei
A társadalmi kommunikáció színtereinek nevezzük azokat a helyeket, ahol maga a kommunikáció zajlik. Bizonyos esetekben ez a hely földrajzilag pontosan meghatározható, más helyzetekben azonban lehetetlen behatárolni, hogy hol is zajlik pontosan. A területileg behatárolható színterek mellett az a meghatározó, hogy a kommunikáció a két résztvevő között állandó, váltogatják a színtereket, de a kapcsolat minden esetben megmarad. A társadalmi kommunikáció három jellegzetes színtere a személyközi, a szervezeti és a kultúraközi kommunikáció. Sajátos színtérnek tekinthető a család, a szomszédság, vagy egy falu, illetve város közössége. Legújabb színtérnek a számítógépek kommunikációs hálózata tekinthető. Az interperszonális kommunikáció sajátja, hogy képtelenek vagyunk nem kommunikálni. Többszintű, vagyis minden emberi érintkezésben jelen van a tartalmi kommunikáció mellett egy viszonyminősítő áramlás is. A szervezeti kommunikációról már esett néhány szó, vessünk egy pillantást a kultúraközi kommunikációra. A társadalmi életnek néhány területén szükséges a sikeres kultúraközi kommunikáció. Az emberi kultúrák leginkább a köztük lévő különbségek által ragadhatóak meg. Ezek eltérő viselkedési mintákat mutatnak, így a kommunikációik nehézségekkel járhatnak és konfliktusokat okozhatnak. Ma már egyre kevésbé jellemző, hogy az egyének folyamatosan csak egyetlen kultúrának a tagjai.

## A kutatások módszertani problémái
A kommunikációs rendszerekben a változók száma sokszor olyan nagy, hogy kezelhetetlenné válnak. A kutatás nagyságrendjének kiválasztása általában igen problémás. A különböző módszereknél eltérő egységeket kell választani a vizsgálatokhoz. A kommunikációkutatás négy technikája a kísérletek, a felmérés, a szövegelemzés és az etnográfia. A kísérletezés és a felmérés mennyiségi mutatókat ad, míg a szövegek elemzése és a néprajzkutatás minőségi eszközöket nyújt az értelmezők számára.